# Moncenisio
Moncenisio (arpità Moueini) és un municipi italià, situat a la ciutat metropolitana de Torí, a la regió del Piemont. L'any 2018 tenia 29 habitants. Està situat a la Vall Cenischia, una de les Valls arpitanes del Piemont. Limita amb els municipis de Lanslebourg-Mont-Cenis (Savoia), Novalesa i Venaus.

## Administració
| Període | Identitat          | Partit        |
| ------- | ------------------ | ------------- |
| 2004-   | Vittorio Perottino | Llista cívica |